# Верзарі
Верзарі (рум. Vărzari) — село у повіті Біхор в Румунії. Входить до складу комуни Попешть.
Село розташоване на відстані 416 км на північний захід від Бухареста, 43 км на схід від Ораді, 98 км на північний захід від Клуж-Напоки.

## Населення
За даними перепису населення 2002 року у селі проживали 338 осіб.
Національний склад населення села:
| Національність | Кількість осіб | Відсоток |
| -------------- | -------------- | -------- |
| словаки        | 238            | 70,4%    |
| румуни         | 81             | 24,0%    |
| угорці         | 18             | 5,3%     |

Рідною мовою назвали:
| Мова      | Кількість осіб | Відсоток |
| --------- | -------------- | -------- |
| словацька | 238            | 70,4%    |
| румунська | 81             | 24,0%    |
| угорська  | 18             | 5,3%     |